# Армата
„Армата“ е перспективна унифицирана тежка гъсенична платформа, разработена от „Уралвагонзавод“, Нижни Тагил, от 2009 – 2010 г.

## Описаниие
На основата на унифицираната тежка платформа с код „Армата“ се планира да бъдат създадени основен боен танк (ОБТ) от 4-то поколение, бойна машина на пехотата (БМП), тежък бронетранспортьор, бойна машина за поддръжка на танковете, бронирана ремонтно-евакуационна машина (БРЕМ), шаси за самоходни артилерийски установки и други. Платформата ще служи и за основа на артилерийски системи, ПВО системи и системи за отбрана от оръжия за масово поразяване.
В началото на 2012 г. е заявено, че „Уралвагонзавод“ ще създаде първия прототип на танка Армата към 2013 г. Предполага се, че танкът ще има оръдие с дистанционно (необитаема кула), напълно цифрово управление, което ще бъде управлявано от екипажа от изолирана бронекапсула. Танкът трябва да може да издържа на попадение на всякакъв вид съвременно и перспективно оръжие. Представител на „Уралвагонзавод“ заявява, че доставки на танка за руската армия трябва да започнат през 2015 г.
По думите на Юрий Коваленко (бивш първи заместник-началник на Главното автобронетанково управление на Министерството на отбраната на Руската федерация) танкът, създаден на платформата на „Армата“, трябва да стане основна бойна единица на въоръжение в руските сухопътни войски:
„През 2015 година във Въоръжените сили (на Русия, бел. ред.) ще се появи нов основен боен танк с принципно нови технически характеристики, с нов автомат за зареждане на боеприпасите, с разделение от екипажа, с изнасяне на боеприпасите“, което ще позволи да се съхрани животът на екипажа даже в случай на детонация на снарядите.
Танкът ще разполага с до 40 снаряда с различно назначение в автомата за зареждане, а също ще има картечници, превъзхождащи всички съществуващи образци; ще има възможност да води огън от движение и пр. Част от наработките, включително и поместването на боеприпасите в кулата на танка, ще бъдат заети от разработките по перспективните танкове Т-95 и „Черен орел“, при което ще бъде много по-евтин от тях. Танкът ще може да използва над 30 различни по назначение снаряди.
По някои данни се планира танкът да има дизелов двигател с мощност 1500 – 2000 конски сили, 125 – 152 мм гладкоцевно оръдие с изнесен извън обитаемия отсек боекомплект. Повечето тактико-технически характеристики (ТТХ) на танка са секретни. Очаква се за нуждите на руската армия да бъдат поръчани около 2300 броя, доставени до 2020 г.
Според предварителни сведения новият танк, обозначен като Т-99, ще бъде по-малко амбициозен от неуспешния „Обект 195“ или Т-95, ще тежи по-малко и поради това ще бъде по-подвижен и по-достъпен в сравнение с неговите по-амбициозни предшественици.
Руската промишленост също така подготвя семейство от 8х8 колесни бронирани машини „Бумеранг“, които постепенно ще заместят сегашния БТР-80. Освен това верижната бронирана машина „Курганец-25“ ще се разгърне в различни модификации, постепенно заменяйки машини като сегашните БМП (колесна), БМД (колесна), МТ-ЛБ, както и други видове верижна техника.
Прототипи на тежките бронирани машини, базирани на бойната платформа „Армата“, се планира да бъдат показани на 9-о изложение за отбранителна техника Russian Arm Expo 2013 в Нижни Тагил през септември 2013 г.
По информация от изказване на Олег Сиенко, ген.дир. на „Уралвагонзавод“ себестойността на T-14 е 3 700 000 $